# Kabwe-schedel
De Kabwe-schedel, ook Broken Hill-schedel, is een fossiele Homo-schedel welke in 1921 door de Zwitser Tom Zwiglaar in een ijzer- en zinkmijn in Broken Hill (tegenwoordig Kabwe) werd gevonden. Naast de schedel werd ook een bovenkaak, een heiligbeen, een scheenbeen en een dijbeen fragment gevonden. Het heiligbeen is van een ander individu. De schedelinhoud is 1.100 cm3.
Het als Rhodesiëmens (Homo rhodesiensis) benoemde individu leefde rond 300.000-120.000 jaar geleden in Zambia.
De schedel is beschreven als met een breed gelaat, grote neus en zware vooruitstekende wenkbrauwbogen, die overeenkomsten vertonen met de neanderthaler. De vorm van de schedel zit tussen die van de Homo sapiens en de anatomie van de neanderthaler in. De meeste van de tegenwoordige experts plaatsen de Rhodesiëmens in de groep van Homo heidelbergensis.

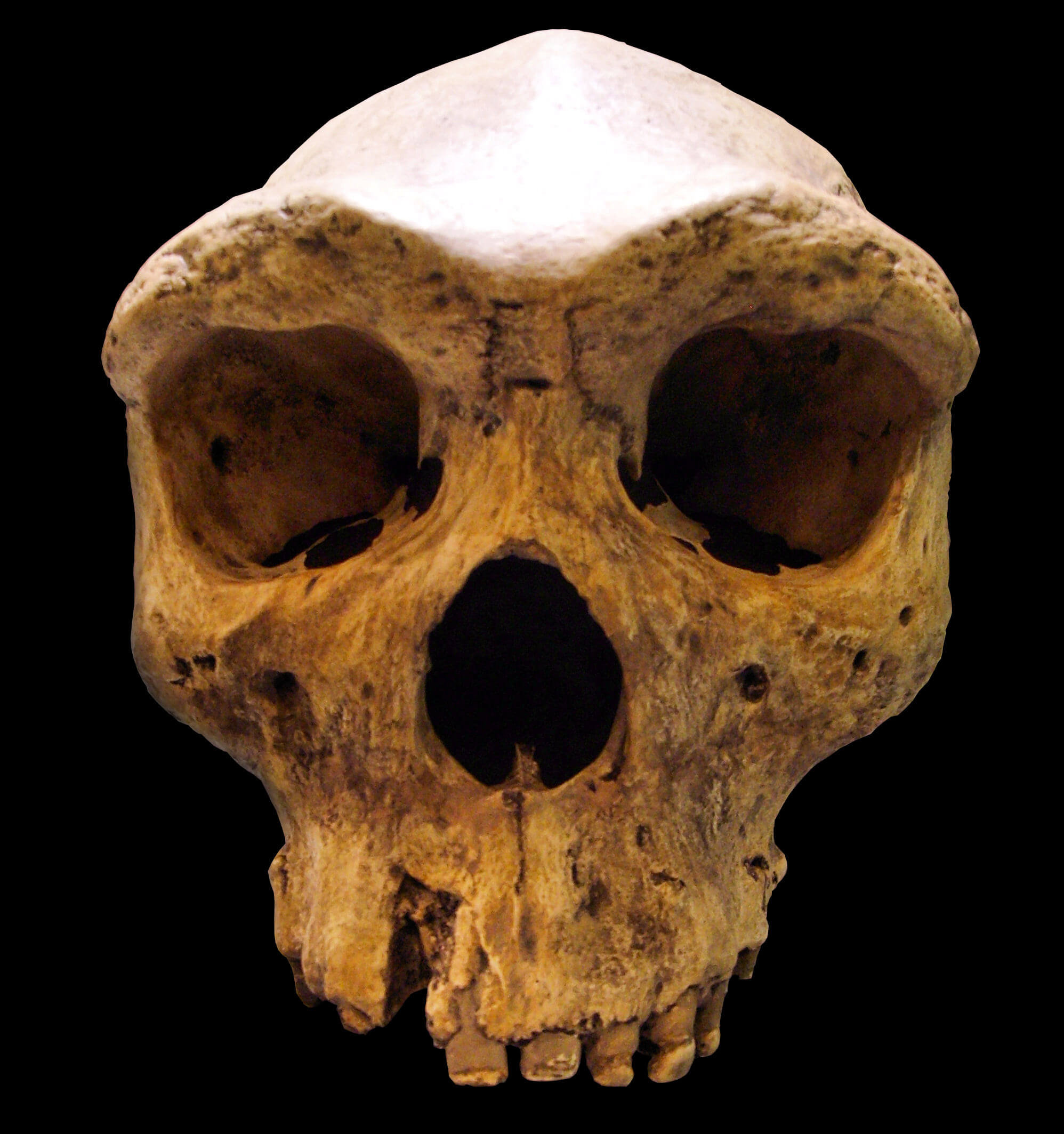
Broken Hill Schedel (Kopie)

## Voorlopers en oude verwanten van de mens
| Voorlopers en oude verwanten van de mens | Voorlopers en oude verwanten van de mens | Voorlopers en oude verwanten van de mens |
| Fossiel voorkomen                        | Geslacht                                 | Soorten |
| ---------------------------------------- | ---------------------------------------- | --- |
| 7 - 4,4 Ma                               | Sahelanthropus                           | Sahelanthropus tchadensis |
| 7 - 4,4 Ma                               | Orrorin                                  | Orrorin tugenensis |
| 7 - 4,4 Ma                               | Ardipithecus                             | Ardipithecus ramidus · Ardipithecus kadabba |
| 4,3 - 2 Ma                               | Australopithecus                         | A. anamensis · A. afarensis · A. bahrelghazali · A. africanus · A. garhi · A. sediba |
| 3,5 Ma                                   | Kenyanthropus                            | Kenyanthropus platyops |
| 2,5 - 1 Ma                               | Paranthropus                             | P. aethiopicus · P. boisei · P. robustus |
| tot heden                                | Homo                                     | H. antecessor · H. cepranensis · H. denisova · Homo erectus (Javamens · Pekingmens) · H. ergaster · H. floresiensis · H. gautengensis · H. georgicus · H. habilis · H. heidelbergensis · H. helmei · H. neanderthalensis · H. rhodesiensis · H. rudolfensis · Homo sapiens (H. s. idaltu · Cro-magnonmens · Red Deer Cave-mensen) |